# Donaubrücke Schalding
Die Donaubrücke Schalding ist mit 1020 m die längste Brücke der Bundesautobahn 3 und die längste deutsche Donaubrücke.
Das Bauwerk überspannt westlich von Passau in den Stadtteilen Schalding links und rechts der Donau zwischen den Anschlussstellen Passau-Nord und Passau-Mitte mit acht Feldern das Donautal. Neben der Donau werden am rechten Donauufer die Bahnstrecke Regensburg–Passau, die Bundesstraße 8 und die Schaldinger Straße sowie am linken Donauufer die Staatsstraße 2125 und die Minihofstraße überbrückt. Die Autobahntrasse ist im Verlauf der Brücke im Grundriss gekrümmt. Gebaut wurde die Balkenbrücke mit einem gemeinsamen Überbau für beide Richtungsfahrbahnen zwischen den Jahren 1969 und 1973.

## Überbau

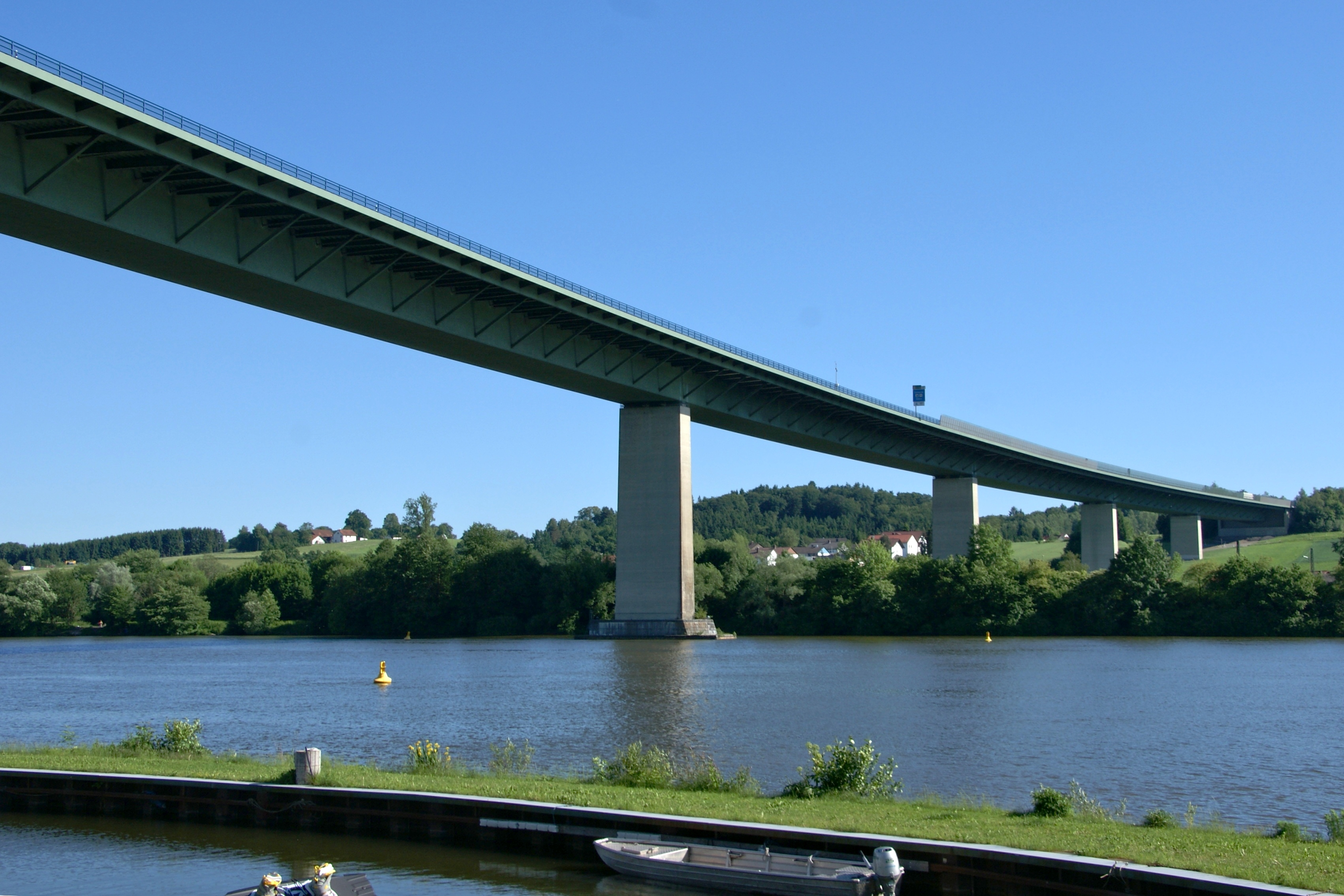
Die Donaubrücke Schalding vom linken Donau-Ufer

Die Brücke hat einen stählernen Überbau mit dem Durchlaufträger als Bauwerkssystem. Die Gesamtstützweite der achtfeldrigen Brücke beträgt 1020,0 m, bei Feldweiten von 86,5 m – 110,0 m – 130,0 m – 171,0 m – 171,0 m – 140,0 m – 110,0 m – 101,5 m. Die Konstruktionshöhe ist 6,0 m. In Querrichtung ist der Hauptträger ein einzelliger Hohlkasten mit einer 30,8 m breiten orthotropen Fahrbahnplatte. Die vertikalen Stegbleche sind im Abstand von 9,8 m angeordnet. Querträger im Abstand von 4,0 bis 5,0 m sowie Diagonalstreben im doppelten Abstand tragen die 10,5 m auskragende Fahrbahnkonstruktion.